# 西村育子
西村 育子（にしむら いくこ、1970年8月26日 - ）は、日本のフリーアナウンサー。

## 来歴
三重県四日市市出身。暁高等学校、成蹊大学卒業。
1993年から1996年まで静岡第一テレビのアナウンサーを務めていた。
静岡第一テレビを退社してからはラジオ番組を中心に活動。NHK大阪放送局、NHK名古屋放送局、東海ラジオでレギュラー番組を持っていた。

## 担当番組

### テレビ番組
- サタデーしずおか（静岡第一テレビ）
- 日本列島ふるさと発（NHK衛星第1テレビ）

### ラジオ番組
- イブニングミュージックライン（NHK大阪放送局） - 月曜・火曜・金曜パーソナリティ[4][5]
- こんにちは 愛・地球博（NHK名古屋放送局）[3]
- 愛・地球博“なごやか情報局”（NHK名古屋放送局）[3]
- 心伝えて、愛・地球博（NHKラジオセンター『ラジオほっとタイム』内、NHK大阪放送局『かんさい土曜ほっとタイム』内）[3]
- ミッドナイト東海21（東海ラジオ） - 火曜深夜パーソナリティ[6][7]